# Estadio Alejandro Morera Soto
Estadio Alejandro Morera Soto – stadion piłkarski w mieście Alajuela w Kostaryce. Swoje mecze rozgrywa nim drużyna piłkarska LD Alajuelense. Stadion może pomieścić 17 895 osób.